# Neolithodes diomedeae
Neolithodes diomedeae är en kräftdjursart som först beskrevs av James Everard Benedict 1895.  Neolithodes diomedeae ingår i släktet Neolithodes och familjen trollkrabbor. Inga underarter finns listade i Catalogue of Life.